# Marie Cronqvist
Marie Cronqvist, född 1973, är en svensk professor i historia. Hon har även varit lektor i mediehistoria och journalistik.

## Biografi
Cronqvist disputerade 2004 på avhandlingen Mannen i mitten: ett spiondrama i svensk kallakrigskultur.
Hon har varit ansvarig för ämnet mediehistoria vid Institutionen för kommunikation och medier vid Lunds universitet. Hon har även varit gästforskare, bland annat vid Leibniz Institut für Medienforschung Hans Bredow Institut i Hamburg och vid European University Institute i Florens. Hon var 2018–2020 gästprofessor vid Centre for Media History vid Bournemouth University. 
Cronqvist var ledamot i den nationella tankesmedjan Humtank 2014–2017 och var biträdande verksamhetsledare för Lunds universitets tankesmedja LU Futura 2018–2020. Hon har publicerat flera böcker, däribland 1973. En träff med tidsandan och War Remains. Mediations of Suffering and Death in the Era of the World Wars.
Cronqvist blev 2024 professor i historia med inriktning mot modern historia vid Linköpings universitet.

## Utmärkelser och ledamotskap
- Ledamot av Kungl. Vetenskapsakademien (LVA 2019)
- Ledamot av Vetenskapssocieteten i Lund (LVSL, vice sekreterare, tidigare vice preses)